# Charles Léon Cyr
Pour les articles homonymes, voir Cyr.
Charles Léon Cyr (1878-1920) était un fermier et un homme politique canadien d'origine américaine.

## Biographie
Charles Léon Cyr est né le 24 février 1878 à Hamlin, au Maine. Son père est Siméon Cyr et sa mère s'appelle Suzanne. Il étudie au collège de Van Buren. Il épouse Annie Pelletier le 11 juin 1900 et le couple a un enfant.
Il est député de la circonscription de Madawaska à l'Assemblée législative du Nouveau-Brunswick de 1908 à 1912 en tant que libéral indépendant.
Il est mort en 1920.